# Sorgensen
Sorgensen (niederdeutsch Sornsen) ist ein Dorf und Stadtteil der Stadt Burgdorf, Region Hannover in Niedersachsen.

## Geografie
Der Ort liegt nordöstlich von Burgdorf auf direktem Weg zu den Dörfern Dachtmissen und Weferlingsen, die ebenfalls zur Stadt Burgdorf gehören. Sein höchster Punkt liegt im Oberen Rohrkamp, 61,8 m über NN.
Die Nord-Süd-Erstreckung des Ortsgebietes beträgt 1500 m, die West-Ost-Erstreckung 1700 m.

## Geschichte
Sorgensen fand erste urkundliche Erwähnung 1310 im Bürgerbuch der Stadt Hannover, in dem ein Henricus de Seringessen genannt wurde. Der Ort ist jedoch wahrscheinlich älter. Im Laufe der Ortsgeschichte gab es verschiedene Schreibweisen des Ortsnamens: 1310 Serigessen – 1361 Zeringhessen – 1434 Zargeße – 1439 Zarungessen – 1476 Sarigesen – 1543 Zaringeße – 1662 Sorgenßen – 1750 Sorgensen.
Von 1330 liegt eine Urkunde im Zusammenhang mit einem Hofverkauf an die Kirche vor. 1361 wurde ein Kothof von der Familie von Alten an den Herzog Wilhelm von Lüneburg verkauft.
1434 erfolgte die Übergabe Sorgensens an den Vogt von Celle, Dietrich Bühring (Buringe). Im Jahr 1439 zahlten einige der Sorgenser Bauern den Zehnten an die Familie von Escherde.

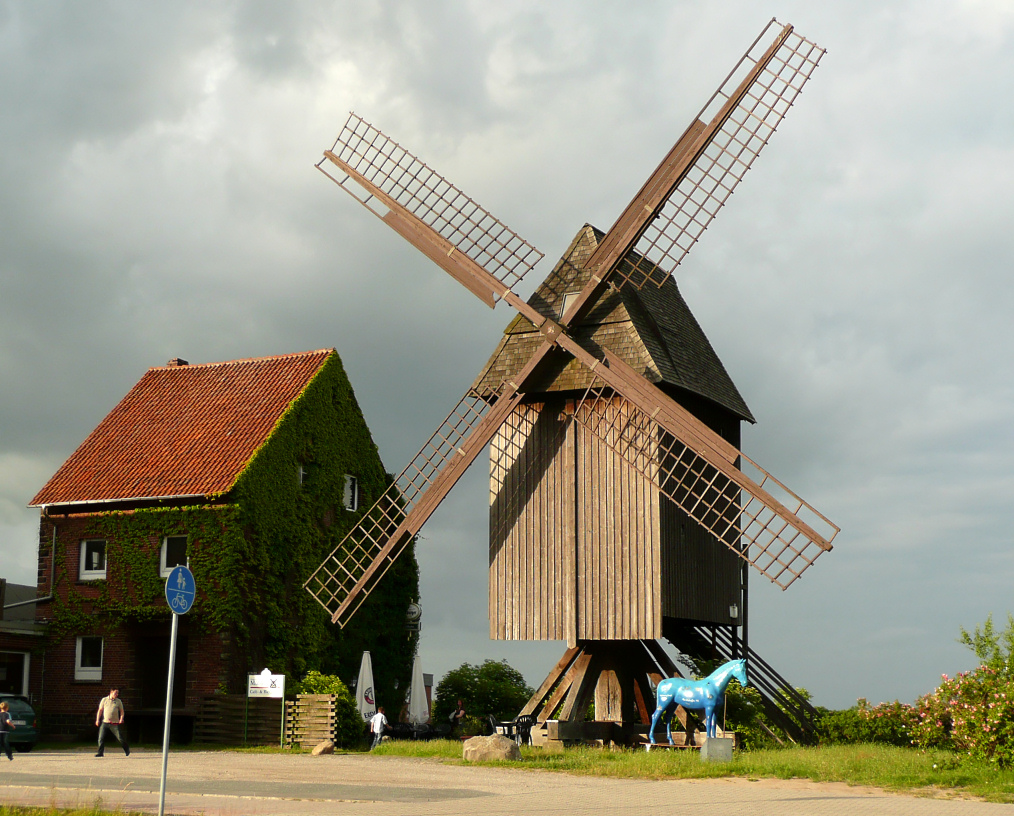
Sorgenser Bockwindmühle

Die im Jahr 1686 erbaute Bockwindmühle wurde 1783 erneuert. 1820 wurde Johann Heinrich Bodenstab erster Erbenzinsmüller. Im Jahr 1882 ertrank der Müller Friedrich Bodenstab in der Burgdorfer Aue. 1896 brannte der Bauernhof an der Hauptstraße 5 nach einem Blitzschlag vollständig ab. Um 1900 richtete der neue Müller Hans Heinrich Ahrens in seinem Wohnhaus eine Gastwirtschaft ein, die noch heute existiert. Im Jahr 1918 kaufte Fritz Schwenke die Mühle.
In der Nacht zum 7. Oktober 1897 brannte die aus Holz und Fachwerk bestehende Getreide- und Sägemühle von Kleine in Dachtmissen bis auf die Umfassungsmauern nieder. Die Freiwillige Feuerwehr Sorgensen bestand von 1958 bis 1974. Nach Friedrich-Wilhelm Kühle übernahm Heinrich Bührke den Vorsitz. Mit der Eingemeindung wurde die Feuerwehr aufgelöst und der Brandschutz durch die Stadt Burgdorf übernommen.
Die Anlage des gemeinsamen Friedhofs von Dachtmissen und Sorgensen erfolgte 1930.
Im Jahr 1949 gründeten sich der Sportverein Sorgensen und der Siedlerbund. 1952 wurde die Schule (heute Kindertagesstätte) erbaut. 1961 stellte die Hänigser Kleinbahn Hänigser Kaspar, die durch Sorgensen führte, den Betrieb ein. 1971 wurde die Schützengesellschaft Sorgensen wieder gegründet. 1972 erhielt der gemeinsame Friedhof eine Kapelle. Seit 1973 befindet sich die örtliche Kindertagesstätte im ehemaligen Schulgebäude.
Im Jahr 1978 wurde die Schützenkate in Eigenarbeit gebaut und beherbergt seitdem den örtlichen Schützenverein. 1996 gründete man initiativ einen eigenen Ortsrat, der heute nicht mehr existiert. 2000 wurde das Nebengebäude der alten Schule zum Sportheim für den SV Sorgensen ausgebaut.
Am 28. Mai 2010 wurde der Bürgerverein Sorgensen e. V. gegründet. Er führte am 4. und 5. September 2010 ein Festwochenende zum 700-jährigen Ortsjubiläum durch.

### Eingemeindungen
Mit dem Inkrafttreten des Hannover-Gesetzes am 1. März 1974 wurde die Gemeinde Sorgensen ein Ortsteil der Stadt Burgdorf, zu der jetzt die Ortsteile Beinhorn, Dachtmissen, Heeßel, Hülptingsen, Otze, Ramlingen-Ehlershausen, Schillerslage, Sorgensen und Weferlingsen gehören.

### Einwohnerentwicklung
- 1955: 115 Einwohner
- 1961: 542 Einwohner[7]
- 1970: 609 Einwohner[7]
- 1980: 652 Einwohner
- 1995: 512 Einwohner
- 2004: 474 Einwohner
- 2011: 573 Einwohner
- 2015: 541 Einwohner
- 2016: 558 Einwohner

## Politik

### Stadtrat und Bürgermeister
Sorgensen wird auf kommunaler Ebene vom Rat der Stadt Burgdorf vertreten.

### Ortsvorsteher
Seit 2020 ist Fritz Harke der Ortsvorsteher des Ortsteils Sorgensen.

### Chronik der letzten Bürgermeister und Ortsvorsteher
- Bürgermeister
  - 1954–1974 Bruno Zeymer
- Ortsvorsteher (seit der Eingemeindung 1974)
  - 1974–1981 Ilse Zeymer
  - 1981–1991 Erich Stille
  - 1991–2011 Walter Degenhard
  - 2011–2020 Dirk Schwerdtfeger

### Wappen
Der Entwurf des Wappens von Sorgensen stammt von dem in Gadenstedt geborenen und später in Hannover lebenden Heraldiker und Grafiker Alfred Brecht, der schon die Wappen von Aligse, Bantorf, Barrigsen und vielen anderen Ortschaften im Landkreis Hannover entworfen hat. Die Genehmigung des Wappens wurde am 18. Juni 1970 durch den Regierungspräsidenten in Lüneburg erteilt.
| Wappen von Sorgensen | Blasonierung: „Unter weiß : rot geständertem Schildhaupt in Grün ein silberner Mühlstein mit rotem Nabeneisen.“ |
| Wappen von Sorgensen | Wappenbegründung: Die im Schildhaupt in Weiß und in Rot erscheinenden acht Dreiecke sollen die Höfe symbolisieren, aus denen der Ort Sorgensen seinen Ursprung genommen hat. Das Mühlrad im unteren Teil des Wappens soll auf die jahrhundertealte Mühle hinweisen, die auf einer Anhöhe vor dem Dorf liegt und bis heute erhalten geblieben ist. Diese wird als Wahrzeichen des Dorfes angesehen und hat darum versinnbildlicht ihren Niederschlag im Wappen gefunden. |

## Kultur und Sehenswürdigkeiten

### Bauwerke

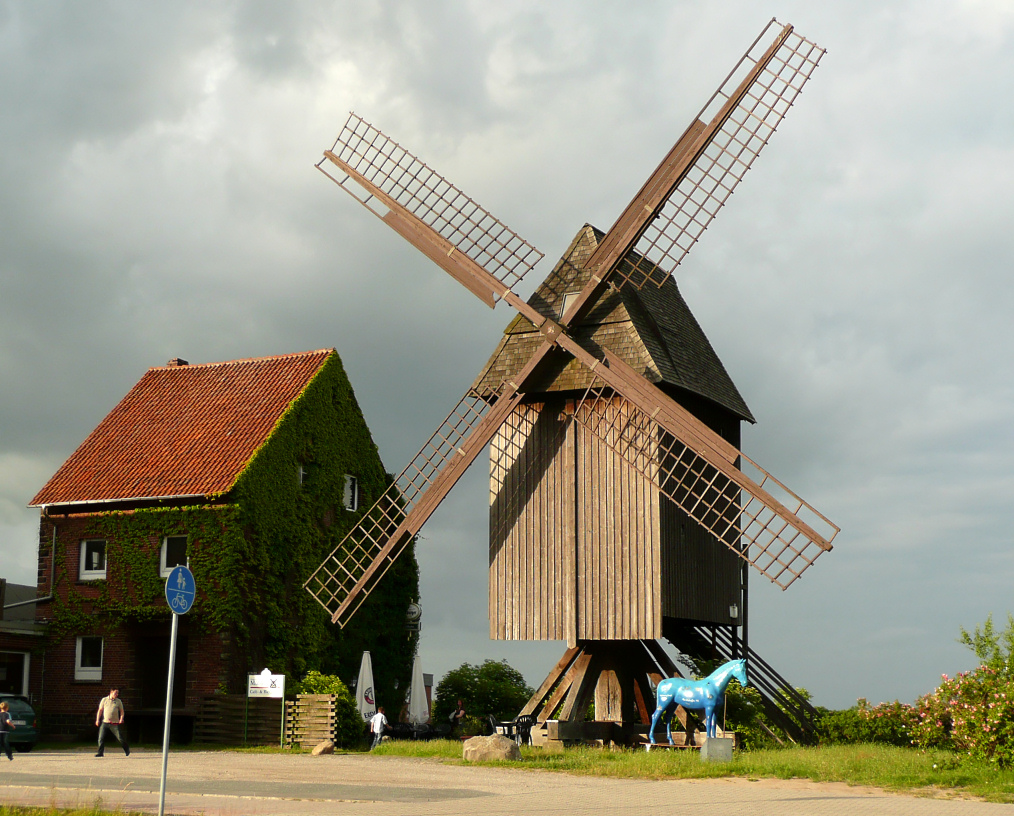
Sorgenser Bockwindmühle

Die Sorgenser Bockwindmühle wurde im Jahre 1686 errichtet. Seit 1985 ist die Windmühle im Besitz der Stadt Burgdorf. Die Windmühle wurde bis 1988 aufwendig restauriert und ist heutzutage nicht mehr in Benutzung. Sie ist heute ein Baudenkmal. Das anliegende Gebäude wurde bis 2016 als Gaststätte genutzt.

### Baumdenkmal
Das Baumdenkmal für die deutsche Einheit  befindet sich auf der Bürgerwiese in Sorgensen. Es wurde am 25. November 2015 anlässlich des 25. Jahrestages der Wiedervereinigung Deutschlands gepflanzt. Seither lädt der Bürgermeister jedes Jahr zum Tag der Deutschen Einheit am 3. Oktober dorthin zu einer Feier ein.

### Regelmäßige Veranstaltungen
- Wintervergnügen (Winterball der Schützengesellschaft Sorgensen)
- Schützenfest Sorgensen (Veranstalter: Schützengesellschaft Sorgensen)
- Osterfeuer (veranstaltet von der Schützengesellschaft Sorgensen)
- Maibaumaufstellung (Veranstalter: Bürgerverein Sorgensen)
- Fußball-Pfingstturnier (veranstaltet vom SV Sorgensen)
- Einheitsfeier auf der Bürgerwiese am 3. Oktober[13][12]
- Grünkohlessen (veranstaltet von der Schützengesellschaft Sorgensen zum jährlichen Saisonbeginn)
- Weihnachtsmarkt (Veranstalter: SV Sorgensen)

## Wirtschaft und Infrastruktur

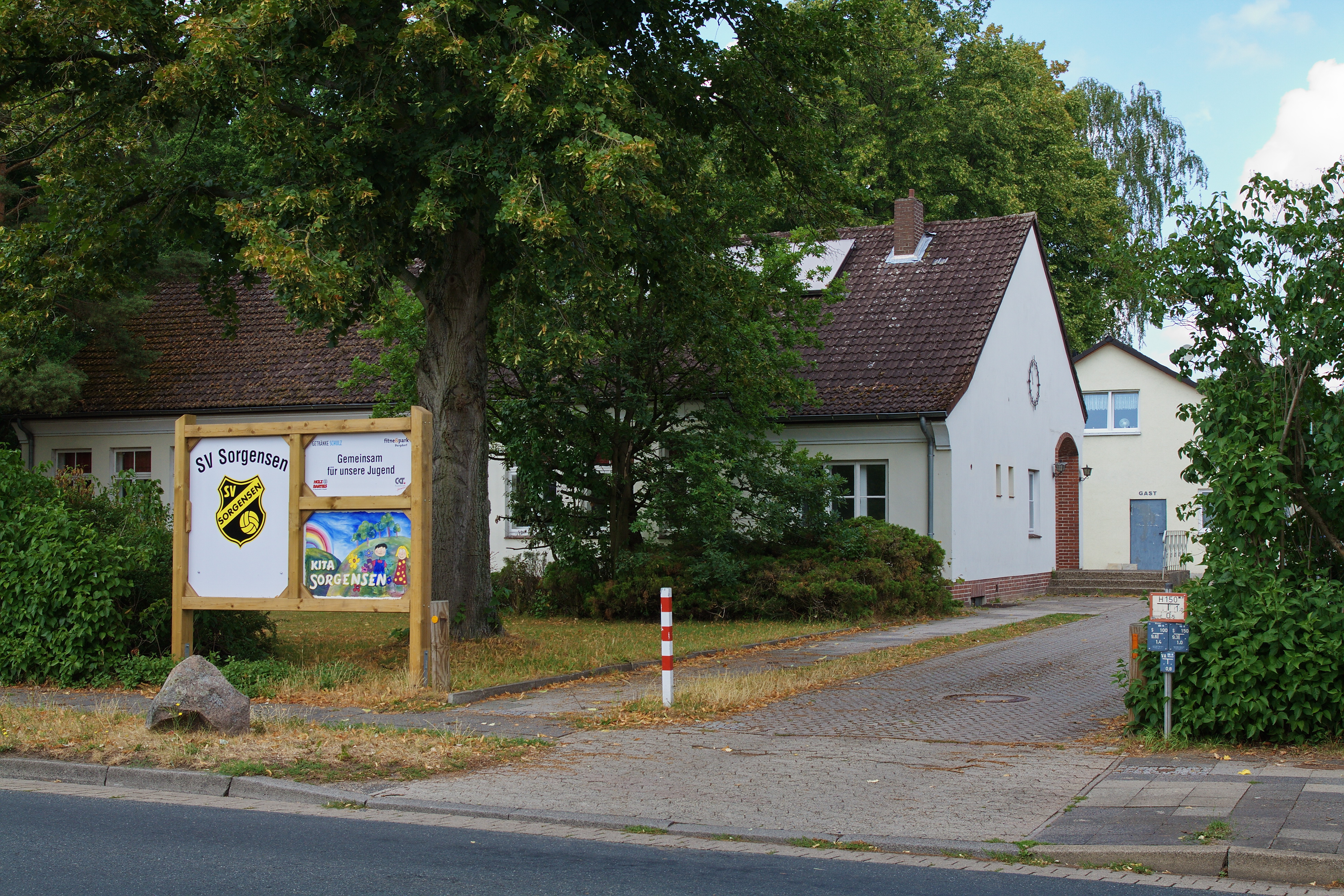
Die ehemalige Schule

Sorgensen beherbergt drei größere Unternehmen. Einkaufsmöglichkeiten (z. B. für Lebensmittel) gibt es jedoch nur in dem benachbarten Burgdorf oder anderen benachbarten größeren Städten.
Durch Sorgensen führt die Niedersächsische Spargelstraße. Von der ehemals prägenden Agrarkultur existiert heutzutage nur noch ein biologisch bewirtschafteter Bauernhof. Im Gegensatz zu vielen anderen Dörfern besitzt Sorgensen keinen eigentlichen Mittelpunkt oder ein Zentrum. Viele Häuser wurden im Zuge der geschichtlichen Entwicklung entlang der Hauptstraße errichtet, von der wiederum die meisten alten Straßen abgehen. Erst mit dem weiteren Ausbau Sorgensens hat sich das Dorf auch nach innen vergrößert.
Die letzten großen Erweiterungen Sorgensens sind durch das Neubaugebiet hinter der Schützenkate (Anfang der 1990er Jahre) und das Neubaugebiet hinter dem Sportplatz in Richtung Dachtmissen und Weferlingsen (2004, 2005) hinzugekommen. Weiterhin ist Anfang/Mitte der 1990er Jahre am Waldrand ein Heim der Burgdorfer Pfadfinder, inklusive eines großen Freigeländes, entstanden. Im Jahre 2000 wurde vom Ortspastor der Taufwald initiiert, der in unmittelbarer Nähe zum Pfadfinderheim liegt. Bei dem zu damaliger Zeit einzigartigem Projekt in Deutschland wurden mehrere hundert Bäume gepflanzt.
Mit dem Dorf Dachtmissen teilt sich Sorgensen einen gemeinsamen Friedhof mit Kapelle und einem Glockenturm. Weiterhin fließt an Sorgensen die Burgdorfer Aue vorbei, an der auch die moderne Burgdorfer Kläranlage gelegen ist.
In der ehemaligen Sorgenser Schule ist eine Kindertagesstätte für etwa 25 Kinder untergebracht. Hier befindet sich auch der örtliche Fußball- und Sportplatz, der auch Spielort des SV Sorgensen ist. Weitere markante Punkte in Sorgensen sind der mittig gelegene Kinderspielplatz, der Schützenplatz (auf dem das alljährliche Schützenfest stattfindet) und der Sportplatz des SV Sorgensen.